# Valea Dragului
Valea Dragului é uma comuna romena localizada no distrito de Giurgiu, na região de Muntênia. A comuna possui uma área de 33.10 km² e sua população era de 2999 habitantes segundo o censo de 2007.